# 開義県
開義県（かいぎ-けん）は中華人民共和国遼寧省にかつて存在した県。現在の錦州市義県南東部に相当する。
遼代に設置され、元代に廃止された。